# Rhacophorus prominanus
Espèce
Synonymes
- Rhacophorus tunkui Kiew, 1987

Statut de conservation UICN

 LC  : Préoccupation mineure
Rhacophorus prominanus est une espèce d'amphibiens de la famille des Rhacophoridae.

## Répartition et habitat
Cette espèce se rencontre en Malaisie péninsulaire et dans l'extrême sud de la Thaïlande.
Elle vit dans la forêt tropicale humide.

## Publications originales
- Smith, 1924 : Two new lizards and a new tree frog from the Malay Peninsula. Journal of the Federated Malay States museums, vol. 11, p. 183-186.
- Kiew, 1987 : An annotated checklist of the herpetofauna of Ulu Endau, Johore, Malaysia. Malayan Nature Journal, vol. 41, p. 413-423.